# Carex neomiliaris
Carex neomiliaris är en halvgräsart som beskrevs av Ernest Lepage. Carex neomiliaris ingår i släktet starrar, och familjen halvgräs. Inga underarter finns listade i Catalogue of Life.